# Aquèmenes (príncep)
Aquèmenes fou un príncep de la dinastia aquemènida de Pèrsia, possible net d'Aquèmenes d'Egipte. Pels arxius de Nippur se sap que fou un terratinent a l'àrea de la ciutat de Nippur a Babilònia, que operava a la segona meitat del segle v aC i que tenia nombroses propietats, així com esclaus.